# Molungo
Molungo, baptizado como José Frederico Molungo (Império de Gaza, 1840? — Angra do Heroísmo, ilha Terceira, 1912) foi um chefe tribal e guerreiro da etnia nguni, membro da família real da dinastia Jamine, tio direto (tio real) de Ngungunhane.

## Biografia
Membro importante da família real, foi um dos líderes aprisionados em Chaimite, a 28 de dezembro de 1895, por Joaquim Mouzinho de Albuquerque.
Acompanhou Ngungunhane na prisão e exílio, primeiro em Lisboa e depois na Fortaleza de São João Baptista do Monte Brasil, na ilha Terceira (Açores), onde morreu e jaz sepultado no Cemitério da Conceição da cidade de Angra do Heroísmo.